# Liturgia Męki Pańskiej
Liturgia Męki Pańskiej – w Kościele katolickim obrzędy sprawowane w Wielki Piątek w godzinach popołudniowych. 
Wielki Piątek jest jedynym z dwóch dni w roku (drugim jest Wielka Sobota), w których nie sprawuje się Eucharystii. Liturgia ma natomiast umożliwić wiernym przyjęcie Komunii Świętej i przypomnieć cierpienia Jezusa Chrystusa. W Polsce często przed liturgią odprawia się drogę krzyżową, a po niej gorzkie żale.

## Liturgia

### Forma zwyczajna rytu rzymskiego
Ołtarz jest tego dnia obnażony: bez krzyża, kwiatów, świeczników i obrusów. 
Liturgię powinno się sprawować około godziny 15:00, jeśli racje duszpasterskie nie przemawiają za późniejszą porą. Kapłan ubrany w szaty mszalne czerwonego koloru udaje się do ołtarza, po czym następuje prostracja i modlitwa (bez wezwania Módlmy się). Jeżeli w liturgii uczestniczą inni kapłani, zakładają oni strój chórowy oraz (w czasie Komunii) czerwone stuły. 
Liturgia rozpoczyna się w ciszy, procesją do ołtarza (w trakcie tej procesji nie niesie się krzyża, świec, itp.). Po dojściu do ołtarza następuje Prostracja.
Liturgia słowa
- Pierwsze czytanie jest proroctwem Izajasza o mękach i cierpieniu Mesjasza (Iz 52,13-53,12 Przebity za nasze grzechy).
- Psalm responsoryjny jest fragmentem Psalmu 31 z refrenem: Ojcze w Twe ręce składam Ducha Mego (Ps 31,2 i 6.12-13.15-16.17 i 25)
- Drugie czytanie to przedstawienie śmierci na krzyżu jako zbawienia, dokonanego przez najwyższego Arcykapłana według autora Listu do Hebrajczyków (Hbr 4,14-16;5,7-9 Chrystus stał się sprawcą zbawienia dla wszystkich, którzy Go słuchają).
- Śpiew przed Ewangelią ukazuje Chrystusa posłusznego do śmierci i wywyższonego na wieki (Flp 2,8-9).
- Ewangelia to opis Męki Pańskiej według św. Jana czytanej lub śpiewanej z podziałem na role (J 18,1-19,42).
- Modlitwa Powszechna, sięgająca starożytności chrześcijańskiej, jest modlitwą ludu Bożego. Modlitwę tę stanowi 10 wezwań, z których każde składa się ze wstępu, modlitwy w ciszy, oracji śpiewanej przez kapłana i aklamacji Amen, która jest wyrazem potwierdzenia ze strony ludu. Składa się z 10 wezwań: za Kościół Święty, za Papieża, za wszystkie stany Kościoła, za katechumenów, o jedność chrześcijan, za Żydów, za niewierzących w Chrystusa, za niewierzących w Boga, za rządzących państwami oraz za strapionych i cierpiących.

Adoracja Krzyża
Adoracja Krzyża jest uroczystym odsłonięciem krzyża (zakrytego najczęściej od V Niedzieli wielkiego postu). Kapłan dokonuje odsłonięcia w trzech etapach, za każdym razem śpiewając: Oto drzewo Krzyża, na którym zawisło Zbawienie świata (Ecce lignum Crucis, in que salus mundi pependit), na co ludzie odpowiadają: Pójdźmy z pokłonem (Venite adoramus). Następnie wierni oddają cześć odsłoniętemu krzyżowi, np. poprzez pocałunek. W tym czasie śpiewa się improperia.
Komunia Święta
Obrzędy Komunii Świętej są pozbawione przekazania znaku pokoju. Komunia rozdawana jest z Hostii konsekrowanych w Wielki Czwartek. Liturgia Męki Pańskiej jest zatem odpowiednikiem bizantyjskiej Liturgii uprzednio uświęconych Darów. Podczas Komunii nakrywa się obrusem ołtarz oraz ustawia świece i mszał. Po Komunii wszystko zostaje zniesione. Liturgia kończy się modlitwą nad ludem, bez błogosławieństwa i rozesłania.
Procesja do Grobu Pańskiego
W Polsce i w niektórych krajach zgodnie z tradycją po modlitwie po Komunii przenosi się Najświętszy Sakrament do Grobu Pańskiego i wystawia do adoracji. W kaplicy Grobu Pańskiego powinien być ołtarz, choćby przenośny, i tabernakulum do przechowywania puszek z Najświętszym Sakramentem. Monstrancję nakrytą welonem można wystawić na ołtarzu lub na tronie, który powinien być umieszczony blisko ołtarza. Kapłan i posługujący, po krótkiej adoracji w ciszy udają się do zakrystii. 
W tym dniu rozpoczyna się również nowenna do Miłosierdzia Bożego, która może trwać 9 godzin, 9 dni, 9 miesięcy lub nawet od 9 do 10 lat. Po liturgii można odśpiewać (bez akompaniamentu organów) trzy części gorzkich żalów.

### Forma nadzwyczajna rytu rzymskiego
Przed reformą Piusa XII
Ponieważ Kościół w dzień krwawej ofiary Chrystusa powstrzymuje się od ofiary bezkrwawej, w tym dniu jest odprawiana Msza Uprzednio Poświęconych Darów (Missa praesanctificatorum). Liturgia wielkopiątkowa powinna się zacząć o godz. 15, jednakże dopuszcza się rozpoczęcie jej między południem a godz. 21. Dominuje kolor czarny – wyrażający najgłębszą żałobę. Diakon i subdiakon jedyny raz w roku używają zwiniętych z przodu czarnych ornatów (planetae plicatae), które w przeciwieństwie do dalmatyk – szat radości, są symbolem jarzma i pokuty.
Ołtarz jest w pełni ogołocony, z wyjątkiem sześciu lichtarzy ze świecami (które powinny być wykonane na znak pokuty z niebielonego wosku) oraz krucyfiksu zasłoniętego fioletowym lub czarnym materiałem. Tabernakulum jest opróżnione. Celebrans jest ubrany tak, jak do zwyczajnej mszy – w ornat, manipularz, stułę, albę, pasek, humerał, biret. Msza rozpoczyna się prostracją kapłana oraz lewitów (diakona oraz subdiakona) w całkowitej ciszy. Podczas prostracji ministranci nakrywają ołtarz jednym obrusem oraz kładą mszał po stronie lekcji. Zaraz po tym celebrans z asystą wstają i wychodzą do ołtarza, który całują, następnie są odczytywane dwie lekcje. Po lekcjach trzech diakonów śpiewa Mękę Pańską według św. Jana. Ostatni fragment pasji jest śpiewany przez diakona z asysty w formie Ewangelii, z procesją, jednak bez świec oraz kadzidła.
Modlitwa wiernych, czytana od strony lekcji, składa się z 8 wezwań: za Święty Kościół Boży, za papieża, za duchowieństwo i cały lud Boży, za katechumenów, za strapionych i cierpiących, za heretyków i schizmatyków, o nawrócenie Żydów oraz o nawrócenie pogan.
Po modlitwie wiernych następuje Adoracja Krzyża. Asysta zdejmuje ornaty, diakon zabiera krucyfiks z ołtarza i podaje go celebransowi. Ten stając po stronie lekcji odsłania szczyt krzyża i śpiewa Ecce lignum crucis in quo salus mundi pependit (Oto drzewo krzyża, na którym zawisło Zbawienie świata). Wierni odśpiewują Venite, adoremus (Pójdźmy z pokłonem). Następnie wchodzi na pierwszy stopień ołtarza, odsłania prawe ramię krzyża i ponownie śpiewa wezwanie. Wreszcie staje na środku i odsłania cały krzyż. Następuje adoracja krzyża przez celebransa i usługujących, a następnie wiernych. W czasie adoracji śpiewane są impropreia. Po adoracji krzyż jest ustawiany z powrotem na ołtarzu, a świece zostają zapalone.
Kapłan z asystą udają się do bocznego ołtarza (w Polsce tzw. ciemnicy) po kielich z Hostią konsekrowaną w Wielki Czwartek. Podczas procesji do ołtarza głównego śpiewa się hymn Vexilla Regis prodeunt (Sztandary Króla wznoszą się). Następnie rozpoczyna się ofiarowanie, podczas którego kielich zalewany jest winem oraz wodą, a następnie razem z Hostią są okadzane. Bezpośrednio po ofiarowaniu przechodzi się do śpiewu modlitwy Pater noster (Ojcze nasz), którą, jak zazwyczaj, śpiewa sam celebrans, reszta zaś odpowiada dopiero na ostatnie wezwanie: sed libera nos a malo (ale nas zbaw ode złego). Komunia w tym dniu nie jest udzielana wiernym, przyjmuje ją tylko kapłan, popijając winem z kawałkiem konsekrowanej Hostii (nie dochodzi jednak do jego przeistoczenia). Po komunii celebransa obrzędy zasadniczo się kończą, jednak w Polsce i niektórych krajach przyjęła się tradycja konsekrowania w Wielki Czwartek jeszcze jednej Hostii, którą, po liturgii wielkopiątkowej, umieszczoną w monstrancji i przykrytą welonem, zanosi się do Grobu Pańskiego. Po wszystkim odprawia się krótkie nieszpory oraz obnaża ołtarz.
Po reformie Piusa XII
Mszał po reformie nie wspomina już o Mszy Uprzednio Poświęconych Darów, stosuje raczej termin Actio liturgica postmeridiana in passione et morte Domini (Popołudniowa czynność liturgiczna w dzień Męki i Śmierci Pańskiej). Liturgia ta składa się z czterech części: czytań, uroczystej Modlitwy Wiernych, adoracji Krzyża oraz Komunii Świętej.
Ołtarz jest pozbawiony obrusów, dywanów, kwiatów, krzyża i świeczników. Tabernakulum jest puste i otwarte. W pierwszej części celebrans i diakon są ubrani w alby oraz czarne stuły. Subdiakon jedynie w albę. Lewici nie ubierają złożonych ornatów. Wejście do kościoła jest w całkowitej ciszy, po podejściu do ołtarza, oddawana jest mu cześć poprzez głęboki pokłon. Następuje prostracja kapłana oraz diakona i subdiakona. Usługujący klęcząc głęboko się kłaniają. Po powstaniu kapłan śpiewa orację stojąc u stóp ołtarza, a następnie przechodzi z lewitami na stronę lekcji, gdzie śpiewane są dwa czytania. Po pierwszym z nich przyklęka się. Po odśpiewaniu lekcji trzech diakonów w całości śpiewa pasję według św. Jana. Następnie ołtarz przykrywany jest jednym obrusem i na środku umieszczany jest mszał. Lewici przywdziewają czarne dalmatyki, celebrans zaś czarną kapę. Kapłan śpiewa stojąc na środku ołtarza dziewięć modlitw: za Święty Kościół Boży, za Papieża, za wszystkie stany Kościoła, za rządzących państwami, za katechumenów, za strapionych i cierpiących, za jedność Kościoła, o nawrócenie Żydów oraz o nawrócenie niewierzących.
Następnie zdejmuje czarną kapę, a diakon i subdiakon dalmatyki. Diakon w samej albie i czarnej stule przynosi wraz z usługującymi zakryty krucyfiks i podaje go celebransowi. Ten, podobnie jak przed reformą, trzykrotnie odsłania krzyż śpiewając Ecce lignum. Celebransowi towarzyszą akolici z akolitkami. Następuje adoracja krzyża przez celebransa i usługujących, a następnie wiernych, której towarzyszy śpiew improperiów. Po adoracji krzyż jest ustawiany na ołtarzu. Kapłan przebiera się we fioletową stułę i ornat (bez manipularza), a lewici w fioletowe dalmatyki. Diakon udaje się po Najświętszy Sakrament do bocznego ołtarza. Po powrocie jedyny raz w roku wszyscy odmawiają Pater noster i następuje Komunia. Po Komunii mają miejsce trzy oracje. Liturgia kończy się recytowaną kompletą i obnażeniem ołtarza.